# Smilax biflora
Smilax biflora là một loài thực vật có hoa trong họ Smilacaceae. Loài này được Siebold ex Miq. miêu tả khoa học đầu tiên năm 1868.